# Farah Yasmine
Farah Yasmine Nia, née le 10 octobre 1990, est une journaliste et influenceuse algérienne. 

## Biographie

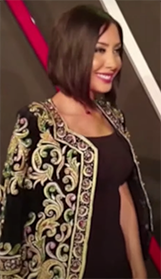
Farah Yasmine

Elle travaille d'abord pour le quotidien Liberté, puis de 2013 à 2014, elle rejoint la radio Jil FM pour présenter Jil morning, avant de rejoindre la chaîne de télévision pour présenter Qahwa Hlib Party, puis  KBC pour présenter le Zik Mag. En 2017, elle présente J8 sur Echorouk TV. En 2018, elle rejoint les Émirats arabes unis et la chaîne Al Aan pour présenter Talk Time puis Al Web maâ Farah Yasmine à partir de 2019 dans la même chaîne après avoir fait diffuser la première émission sur YouTube.
Elle se marie en 2022.